# 费勒
费勒（法語：Fel，法語發音：[fɛl] ⓘ）是法国奥恩省的一个旧市镇，位于该省北部，属于阿让唐区。2017年1月1日，费勒和相邻的另外13个市镇合并为新市镇欧日地区古费恩（Gouffern-en-Auge）。

## 地理
费勒（48°48'8"N, 0°6'17"E）面积7.02 平方千米，位于法国诺曼底大区奧恩省，该省份为法国西北部内陆省份，北起顺时针与卡爾瓦多斯省、厄尔省、厄尔-卢瓦省、萨尔特省、马耶讷省和芒什省接壤。
与费勒接壤的市镇（或旧市镇、城区）包括：尚布瓦、欧布里昂内姆、圣莱奥纳尔堡、奥梅埃勒、维勒巴丹。
费勒的时区为UTC+01:00、UTC+02:00（夏令时）。

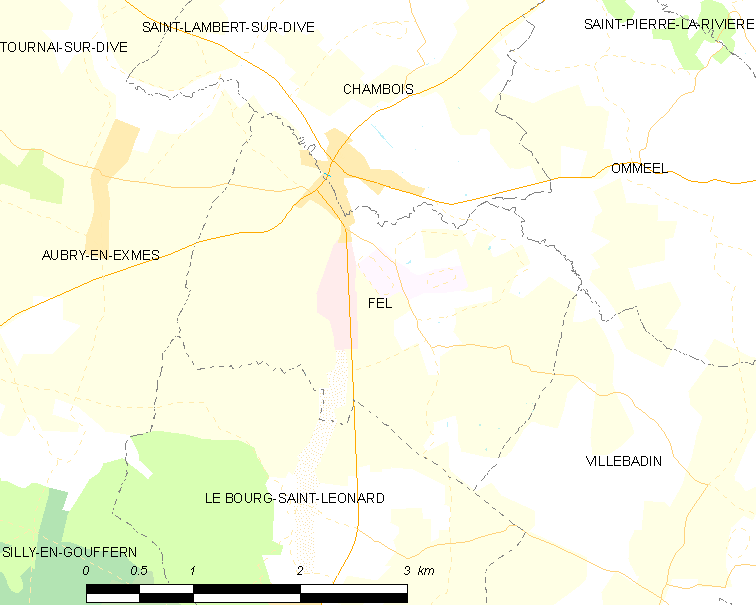
费勒的OSM定位图

## 行政
费勒的邮政编码为61160，INSEE市镇编码为61161。

## 政治
费勒所属的省级选区为阿让唐第二县。

## 人口

1962-2008年间费勒人口变化图示

费勒于2018年1月1日时的人口数量为275人。